# Cestrum atroxanthum
Cestrum atroxanthum là loài thực vật có hoa trong họ Cà. Loài này được Kuntze mô tả khoa học đầu tiên năm 1898.